# Troféu José Finkel
O Troféu José Finkel é uma competição brasileira disputada por equipes em provas individuais e de revezamento. Também é conhecido como o Campeonato Brasileiro Absoluto de Inverno e/ou Campeonato Brasileiro Absoluto de Piscina Curta (25m), apesar de esporadicamente ser disputado em Piscina Longa (50m). É um dos eventos mais notáveis em âmbito nacional.
Sua primeira edição ocorreu em 1972 em Curitiba e teve o Botafogo de Futebol e Regatas como campeão. A edição mais recente ocorreu na cidade de Curitiba em setembro de 2019. O troféu é marcado pela hegemonia dos clube dos estados de Rio de Janeiro, São Paulo e Minas Gerais. Seu nome é uma homenagem ao promissor nadador paranaense José Finkel, morto em 1971 vítima de um câncer.

## História do Evento
Após a morte de José Finkel, Berek Krieger, então presidente da Federação de Desportos aquáticos do Paraná (FDAP) decidiu criar uma competição no inverno, preenchendo assim um furo no calendário nacional da natação. A criação do evento também seria uma forma de melhorar o astral da natação paranaense que havia sido extremamente abatida pelo falecimento do jovem nadador. Finkel começou o tratamento e desapareceu do mapa, provavelmente poupado pela família, dos tabus relacionados a esta doença, vigentes então. Algumas semanas depois, Finkel veio a falecer. A equipe da qual fazia parte, Centro Israelita, não suportou a perda, e depois da morte de Finkel ninguém treinou mais.

## Sobre José Finkel
José Finkel nasceu em 1954 e foi um atleta curitibano que nadou pelo Centro Israelita. Em 1968, ajudou a equipe de Curitiba a sagrar-se vencedora da natação masculina nos 12º Jogos Abertos do Paraná. Em outubro de 1970, a pequena equipe de natação do Centro Israelita, de Curitiba, viajou para uma competição no Grêmio Náutico União, em Porto Alegre. O estado do Paraná era, então, fraco neste esporte. Jamais tinha produzido um nadador de destaque nacional. José Finkel, ainda com 17 anos, já era considerado o melhor "Peitista" do Centro Israelita. Num dos treinos para as provas da competição, Finkel começou a se sentir mal. Quando a equipe voltou a Curitiba, ele encarou os exames médicos e seu quadro clínico apontava câncer nos vasos linfáticos.

## Histórico do Evento

### Campeão por Edição
| Ano  | Campeão                                            | Local          | Piscina              |
| ---- | -------------------------------------------------- | -------------- | -------------------- |
| 1972 | Botafogo de Futebol e Regatas                      | Curitiba       | SCM (25M)            |
| 1973 | Botafogo de Futebol e Regatas                      | Curitiba       | SCM (25M)            |
| 1974 | Botafogo de Futebol e Regatas                      | Londrina       | SCM (25M)            |
| 1975 | Botafogo de Futebol e Regatas                      | Curitiba       | SCM (25M)            |
| 1976 | A Hebraica                                         | Curitiba       | SCM (25M)            |
| 1977 | Clube de Regatas Flamengo                          | São Paulo      | Info. não disponível |
| 1978 | Fluminense Football Club                           | Rio de Janeiro | Info. não disponível |
| 1979 | Esporte Clube Pinheiros                            | Paraná         | SCM (25M)            |
| 1980 | Clube de Regatas Flamengo                          | Paraná         | SCM (25M)            |
| 1981 | Clube de Regatas Flamengo                          | Paraná         | SCM (25M)            |
| 1982 | Clube de Regatas Flamengo                          | Paraná         | SCM (25M)            |
| 1983 | Clube de Regatas Flamengo                          | Paraná         | SCM (25M)            |
| 1984 | Clube de Regatas Flamengo                          | São Paulo      | Info. não disponível |
| 1985 | Clube de Regatas Flamengo                          | São Paulo      | Info. não disponível |
| 1986 | Clube de Regatas Flamengo                          | São Paulo      | Info. não disponível |
| 1987 | Clube de Regatas Flamengo                          | São Paulo      | Info. não disponível |
| 1988 | Minas Tênis Clube                                  | São Paulo      | Info. não disponível |
| 1989 | Não Declarado (Evento Cancelado)                   | Santos         | Info. não disponível |
| 1990 | Clube de Regatas Flamengo                          | Santos         | Info. não disponível |
| 1991 | Minas Tênis Clube                                  | Rio de Janeiro | LCM (50M)            |
| 1992 | Esporte Clube Pinheiros                            | Londrina       | SCM (25M)            |
| 1993 | Minas Tênis Clube                                  | Santos         | Info. não disponível |
| 1994 | Minas Tênis Clube                                  | Santos         | Info. não disponível |
| 1995 | Esporte Clube Pinheiros                            | Santos         | Info. não disponível |
| 1996 | Minas Tênis Clube                                  | Santos         | Info. não disponível |
| 1997 | Esporte Clube Pinheiros                            | Santos         | Info. não disponível |
| 1998 | Minas Tênis Clube                                  | Rio de Janeiro | SCM (25M)            |
| 1999 | Club de Regatas Vasco da Gama                      | Rio de Janeiro | LCM (50M)            |
| 2000 | Club de Regatas Vasco da Gama                      | Rio de Janeiro | LCM (50M)            |
| 2001 | Clube de Regatas Flamengo                          | Santos         | SCM (25M)            |
| 2002 | Clube de Regatas Flamengo                          | Santos         | SCM (25M)            |
| 2003 | Esporte Clube Pinheiros                            | Santos         | LCM (50M)            |
| 2004 | Esporte Clube Pinheiros                            | Santos         | SCM (25M)            |
| 2005 | Esporte Clube Pinheiros                            | Santos         | SCM (25M)            |
| 2006 | Esporte Clube Pinheiros                            | São Paulo      | LCM (50M)            |
| 2007 | Esporte Clube Pinheiros                            | Palhoça        | LCM (50M)            |
| 2008 | Esporte Clube Pinheiros                            | São Paulo      | LCM (50M)            |
| 2009 | Esporte Clube Pinheiros                            | Palhoça        | LCM (50M)            |
| 2010 | Esporte Clube Pinheiros                            | Rio de Janeiro | SCM (25M)            |
| 2011 | Minas Tênis Clube                                  | Belo Horizonte | LCM (50M)            |
| 2012 | Minas Tênis Clube                                  | São Paulo      | SCM (25M)            |
| 2013 | Minas Tênis Clube                                  | São Paulo      | LCM (50M)            |
| 2014 | Minas Tênis Clube                                  | Guaratinguetá  | SCM (25M)            |
| 2015 | Minas Tênis Clube                                  | São Paulo      | LCM (50M)            |
| 2016 | Esporte Clube Pinheiros                            | Santos         | SCM (25M)            |
| 2017 | Esporte Clube Pinheiros                            | Santos         | LCM (50M)            |
| 2018 | Esporte Clube Pinheiros                            | São Paulo      | SCM (25M)            |
| 2019 | Minas Tênis Clube                                  | Curitiba       | LCM (50M)            |
| 2020 | Evento Cancelado por conta da Pandemia de COVID-19 | Guaratinguetá  | SCM (25M)            |
| 2021 | Minas Tênis Clube                                  | Bauru          | SCM (25M)            |
| 2022 | Esporte Clube Pinheiros                            | Recife         | SCM (25M)            |
| 2023 | Esporte Clube Pinheiros                            | São Paulo      | LCM (50M)            |
| 2024 | Esporte Clube Pinheiros                            | Florianópolis  | SCM (25M)            |
| 2025 | A definir                                          | São Paulo      | LCM (50M)            |

### Títulos por Clube
| Títulos              | Clube                         | Sede Clube     |
| -------------------- | ----------------------------- | -------------- |
| 18                   | Esporte Clube Pinheiros       | São Paulo      |
| 13                   | Minas Tênis Clube             | Belo Horizonte |
| 12                   | Clube de Regatas Flamengo     | Rio de Janeiro |
| 4                    | Botafogo de Futebol e Regatas | Rio de Janeiro |
| 2                    | Club de Regatas Vasco da Gama | Rio de Janeiro |
| 1                    | A Hebraica                    | São Paulo      |
| 1                    | Fluminense Football Club      | Rio de Janeiro |
| Total de Títulos: 49 |                               |                |